# Pure Soul〜君が僕を忘れても〜
『Pure Soul〜君が僕を忘れても〜』（ぴゅあそうる〜きみがぼくをわすれても〜）は、2001年4月9日から6月25日まで日本テレビ系列で毎週月曜22:00 - 22:54（JST）に全12話が放送されていた日本のテレビドラマ。

## 概要
永作博美、緒形直人を主演に据え、若年性アルツハイマー病に掛かり記憶障害に侵された妻と、彼女を献身的に支える夫との夫婦愛をテーマとした純愛物語で、侵される者とその家族の有り様など、アルツハイマーという病気について考えさせられるドラマである。
ドラマの放送と同時期の2001年3月27日から7月9日まで番組を主体として、アルツハイマー病の治療・研究を行なう日本老年精神医学会への寄付を目的としたオークションサイトを展開し、ドラマの衣装やキャストのサイン入りグッズなどを出品した。この活動に対し同年5月22日、日本老年精神医学会から番組宛に感謝状が贈られている。
また、2004年には本作品を原作とした韓国映画『私の頭の中の消しゴム』も公開された。タイトルも本作品のヒロイン・薫の台詞「私の頭の中には消しゴムがあるの」に由来している。同作品の監督と主演俳優が来日記者会見を開いた際には、永作博美も花束贈呈で現れ同席している。さらに2007年3月には韓国映画のリメイク（本作からだと再リメイク）のドラマが同じ日本テレビ系の「火曜ドラマゴールド」内で放送された。

## ストーリー
アパレル会社に勤める薫は、父が経営する工務店の大工・浩介と大恋愛の末に結婚する。幸せな新婚生活を始めた矢先、病院で診察を受けた薫は若年性アルツハイマー病に冒されていることが判明。肉体的な死よりも精神的な死が先に訪れる病気で、薫は医師から「精神的余命は5年」と告げられる。その後、薫は徐々に記憶障害が進行し、夫の浩介と過ごした時間、そしてその顔までも思い出せなくなっていく。
また、若年性アルツハイマー病は家族性アルツハイマー病とも呼ばれるほど、家族間での遺伝率が高いのだが（片方の親がこの病気の場合、子供は2分の1の確率で罹患するという）、薫の妊娠が明らかになる。浩介は悩み葛藤するが、子供を出産させる決心をし、また、薫を大きな愛で受け止め支え尽くす決心をする。

## キャスト
- 瀬田（高原）薫：永作博美…アパレルメーカー「ミレニア」のOL
- 高原浩介：緒形直人…薫の夫、瀬田工務店の大工（後に一級建築士）
- 高原ひまわり：圡橋恵…薫と浩介の娘
- 島田和也：寺脇康文…ミレニアの部長。薫の上司で元不倫相手
- 瀬田忠志：森本レオ…薫の父、瀬田工務店経営
- 瀬田鈴子：市毛良枝…薫の母
- 瀬田円：長澤まさみ…薫の妹
- 高原学：小栗旬…浩介の弟（異父兄弟）、美大生
- 高原恵子：大谷直子…浩介、学の母、スナック「ケイ」のママ
- 桐野町子：室井滋…薫の主治医、黎明大学付属病院脳神経外科医師
- 土屋：乃木涼介…黎明大学付属病院医師
- 水野吾郎：田口浩正…瀬田工務店の大工
- 杉浦梨果：田口理恵…瀬田工務店事務職員
- 矢野諒子：光浦靖子…薫の同僚で友人
- 西田千明：石堂夏央…薫の同僚で友人
- 佐久間武：日野陽仁…ミレニアの課長。薫の直属の上司。

## スタッフ
- 監督：唐木希浩、岡本浩一、森田空海
- 脚本：江頭美智留、松田裕子
- 演出：唐木希浩、岡本浩一、森田空海
- 音楽：FERNANDO MOURA、MARCOS SUZANO
- 音楽監督：近藤由紀夫、小西香葉
- プロデューサー：堀口良則、木村元子、霜田一寿
- 制作協力：ザ・ワークス
- 制作著作：よみうりテレビ

## 主題歌
- 主題歌：「The Only One」清貴
- エンディング曲：「マトリカ」いしだ壱成

## サブタイトル
| 各話                                                       | 放送日    | サブタイトル           | 視聴率 |
| ---------------------------------------------------------- | --------- | ---------------------- | ------ |
| letter 1                                                   | 2001/4/09 | 消えていく思い出       | 12.6%  |
| letter 2                                                   | 2001/4/16 | 永遠の未来が欲しい     | 11.4%  |
| letter 3                                                   | 2001/4/23 | 結婚そして、絶望の宣告 | 10.2%  |
| letter 4                                                   | 2001/4/30 | 二人の秘密とやさしい嘘 | 11.1%  |
| letter 5                                                   | 2001/5/07 | 好きなのに忘れてしまう | 9.9%   |
| letter 6                                                   | 2001/5/14 | 手術と優しい嘘         | 10.2%  |
| letter 7                                                   | 2001/5/21 | 忘れられない昔の恋人   | 9.1%   |
| letter 8                                                   | 2001/5/28 | 退職願いと別れる二人   | 9.9%   |
| letter 9                                                   | 2001/6/04 | すれ違う二人に妊娠発覚 | 10.4%  |
| letter 10                                                  | 2001/6/11 | 命の選択!!妻か出産か?  | 11.6%  |
| letter 11                                                  | 2001/6/18 | 幸せな日と残された時間 | 9.7%   |
| letter 12                                                  | 2001/6/25 | 愛の奇跡が起る?        | 10.9%  |
| 平均視聴率 10.6%（視聴率は関東地区・ビデオリサーチ社調べ） |           |                        |        |

## 関連商品
- Pure Soul〜君が僕を忘れても〜 DVD-BOX(バップ)2005年10月21日発売
- Pure Soul〜君が僕を忘れても〜 Vol.1～Vol.4(バップ)2001年7月21日発売 VHSの単品商品。
- Pure Soul〜君が僕を忘れても〜 オリジナル・サウンドトラック(EMIミュージック・ジャパン )2001年6月6日発売